# Trevor Bannister
Trevor S. Bannister (* 14. August 1934 in Durrington, Wiltshire; † 14. April 2011 in Thames Ditton, Surrey) war ein britischer Schauspieler, der durch die Rolle des Mr. Lucas in der populären britischen Comedy-Fernsehserie Are You Being Served? Bekanntheit erlangte.

## Leben

### Karriere
Trevor Bannister begann bereits mit 15 Jahren mit der Schauspielerei. Nach einem Studium an der London Academy of Music and Dramatic Art gab er 1960 sein Bühnendebüt, unter der Regie von Lindsay Anderson, in Billy Liar an der Seite von Albert Finney im Cambridge Theatre im Londoner West End.
Bannister begann seine Serienauftritte im britischen Fernsehen in den frühen 1960er Jahren und landete seine ersten wiederkehrenden Rollen Mitte der 1960er Jahre als Peter Barry in den Serien Object Z und Object Z Returns. Später spielte er die Rolle des Darkie Pilbeam, einen Schwarzmarkthändler, in der 1968 erschienenen Fernsehserie The War of Darkie Pilbeam und von 1969 bis 1970 spielte er als „Heavy Breathing“ in Jack Rosenthals Sitcom The Dustbinmen. Kurz darauf wurde er gebeten, die Rolle des Mr. Lucas in der Comedy Playhouse Pilotfolge Are You Being Served? zu spielen und übernahm den Part später in der gleichnamigen Fernsehserie.
Im Jahr 2007 gastierte er in einer Hauptrolle als Korbin Thessinger in Doctor Whos Hörspielabenteuer Nocturne.

### Privatleben
Bannister war der jüngste von drei Geschwistern. Er selbst hat drei Söhne – Jeremy, Simon und Timothy – mit seiner ersten Ehefrau Kathleen. Bis zu seinem Tod lebte er mit seiner zweiten Ehefrau Pamela in Surrey.
Trevor Bannister starb am 14. April 2011, im Alter von 76 Jahren, nach einem Herzinfarkt in seinem Kleingarten in Thames Ditton, Surrey, England.

## Filmografie (Auswahl)
- 1956: Allen Gewalten zum Trotz (Reach for the Sky)
- 1960: The Secret Kingdom (Fernsehserie, eine Folge)
- 1961–1974: Armchair Theatre (Fernsehserie, drei Folgen)
- 1962–1969: Z Cars (Fernsehserie, vier Folgen)
- 1964: Love Story (Fernsehserie, eine Folge)
- 1964: Sergeant Cork (Fernsehserie, eine Folge)
- 1964: Catch Hand (Fernsehserie, eine Folge)
- 1964: It’s a Woman’s World (Fernsehserie, eine Folge)
- 1965: The Villains (Fernsehserie, eine Folge)
- 1965: Thursday Theatre (Fernsehserie, eine Folge)
- 1965: Our Man at St. Mark’s (Fernsehserie, eine Folge)
- 1965: The Wednesday Thriller (Fernsehserie, eine Folge)
- 1965: Object Z (Fernsehserie, sechs Folgen)
- 1966: Object Z Returns (Fernsehserie, sechs Folgen)
- 1966: Dr. Finlay’s Casebook (Fernsehserie, eine Folge)
- 1966: The Man in Room 17 (Fernsehserie, eine Folge)
- 1966: Gideon’s Way (Fernsehserie, eine Folge)
- 1966: Mrs Thursday (Fernsehserie, zwei Folgen)
- 1966: The Informer (Fernsehserie, eine Folge)
- 1966–1969: Task Force Police (Fernsehserie, drei Folgen)
- 1966–1969: Thirty-Minute Theatre (Fernsehserie, zwei Folgen)
- 1967: Mit Schirm, Charme und Melone (The Avengers) (Fernsehserie, eine Folge)
- 1968: Orlando (Fernsehserie, vier Folgen)
- 1968: The War of Darkie Pilbeam (Fernsehserie, drei Folgen)
- 1969: Simon Templar (The Saint) (Fernsehserie, eine Folge)
- 1969–1970: The Dustbinmen (Fernsehserie, 21 Folgen)
- 1972–1973: Thirty Minutes Worth (Fernsehserie, sieben Folgen)
- 1972–1979: Are You Being Served? (Fernsehserie, 48 Folgen)
- 1975: The Tomorrow People (Fernsehserie, vier Folgen)
- 1975: A Journey to London (Fernsehfilm)
- 1975: Werden Sie schon bedient? (Are You Being Served?)
- 1982: The New Adventures of Lucky Jim (Fernsehserie, eine Folge)
- 1988: Wyatt’s Watchdogs (Fernsehserie, sechs Folgen)
- 1992: Ein Mord zuviel (Hostage)
- 1992–2010: Last of the Summer Wine (Fernsehserie, 25 Folgen)
- 1993: Die Abenteuer des jungen Indiana Jones (The Young Indiana Jones Chronicles) (Fernsehserie, eine Folge)
- 1994: Mehr Schein als Sein (Keeping Up Appearances) (Fernsehserie, eine Folge)
- 1994: Doomsday Gun – Die Waffe des Satans (Doomsday Gun) (Fernsehfilm)
- 1999: Gerichtsmediziner Dr. Leo Dalton (Silent Witness) (Fernsehserie, eine Folge)
- 1999: Captain Jack
- 2009: Coronation Street (Fernsehserie, fünf Folgen)
- 2009: Casualty (Fernsehserie, eine Folge)